# Hotelstern

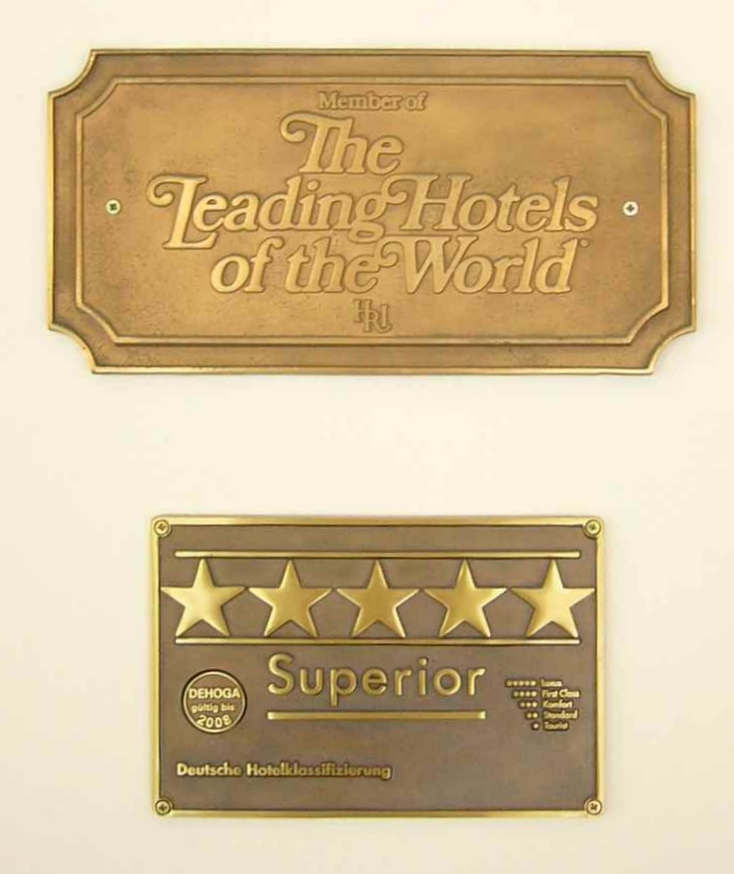
Oben: Hotelschild der Vereinigung The Leading Hotels of the World
Unten: Hotelsterne auf einem offiziellen DEHOGA-Schild

Der Hotelstern ist ein Bewertungssymbol, mit dem in verschiedenen Ländern Hotels nach bestimmten Kriterien klassifiziert werden. Die Klassifizierung basiert auf Qualitäts- und Leistungsmerkmalen wie Infrastruktur, Ausstattung der Zimmer, Empfangs- und Aufenthaltsräume und dem gebotenen Service.
Sterne wurden bereits im Florenz des Jahres 1334 als gewerbliches Kategorisierungsmerkmal für Beherbergungsbetriebe erwähnt in den Statuti dell’arte degli Albergatori della Città e Contado di Firenze. Dort wurden den Gastwirten Mindeststandards im Umgang mit ihren Gästen und zugleich das Führen eines zinnoberfarbenen achtzackigen Sternes als Zunftzeichen vorgeschrieben: „Quod nulles possit tenere insignam albergariae nisi fuerit de hac arte.“ (Dass niemand das Abzeichen eines Hoteliers tragen kann, wenn er nicht dieser Kunst angehört)
In der Neuzeit war es der Deutsche Karl Baedeker, der 1853 für seine später legendären Reiseführer im roten Einband erstmals Sterne für das besonders Beachtenswerte einsetzte.
Da es keine international einheitlichen Zertifizierungen gibt, sind offiziell verliehene Hotelsterne nicht immer mit den Sternen oder anderen Symbolen deckungsgleich, die in Reiseführern, Reisekatalogen, Zeitschriften und dergleichen angeführt werden.
Vereinzelt wurden bis zu sieben Sterne ausgewiesen, jedoch setzt sich heute ein – zumindest in den höheren Klassen – weltweit vergleichbares System bis maximal fünf Sterne, teils mit Unterklassen, durch. Dadurch sind Vier-Sterne- und Fünf-Sterne-Hotels der Inbegriff von Luxushotels.
Außerdem werden die Sterne-Systeme auf weitere Aspekte der Hotellerie ausgedehnt, so etwa Wellness-Einrichtungen, Resorts und Villen.

## Europa
In den meisten Ländern Europas werden Hotels durch eine Behörde oder einen Fachverband klassifiziert. Vom Gesetzgeber vorgeschrieben wird es in Belgien, Dänemark, Griechenland, Italien, auf Malta, in den Niederlanden, in Polen, Portugal, Spanien und Ungarn. In allen anderen europäischen Ländern ist es freigestellt. Schweden leitete erst im Jahr 2003 eine Klassifizierung ein, in Finnland und Norwegen gibt es keine offiziellen genormten Kategorisierungssysteme.
Die Geschichte der Sterne zur Klassifikation greift die Entwicklung in anderen Bereichen auf, so hat der Guide Michelin schon seit 1900 Restaurants und Hotels bewertet und seit 1926 durch die Vergabe von Sternen differenziert, die von den Betreibern gern beworben wurden. Mit dem Aufkommen des Massentourismus haben Tourismusvereine und -behörden die Hotels klassifiziert und in Listen veröffentlicht. Das erste nach formalen Kriterien ausdefinierte System, das von den Hoteliers selbst getragen wurde, ist 1979 in der Schweiz entstanden. Dieses beeinflusste die Entstehung der Hotelklassifikationen in anderen Ländern, insbesondere in Österreich und Deutschland. Das Sternesystem der DEHOGA (Deutscher Hotel- und Gaststättenverband) wurde am 1. August 1996 eingeführt und erwies sich als sehr erfolgreich (80 % der Hotelgäste geben an, dass die Sterne das Hauptkriterium bei der Hotelwahl sind). Dies beeinflusste die Ausgestaltung eines länderübergreifenden Sternesystems in Europa durch die Hotelstars Union.

### Hotelstars Union
Die nationalen Klassifizierungssysteme zur Hotelbewertung zeigen teilweise gravierende Unterschiede auf. So ist eine Klassifizierung in einigen Ländern Pflicht, in anderen freiwillig, manche Staaten kennen lediglich regionale Standards und andere verzichten wiederum ganz darauf. In Spanien werden die Hotels dezentral nach 17 verschiedenen regionalen Klassifizierungsgesetzen bewertet. In Finnland und Norwegen gibt es bis zum heutigen Tag kein offizielles System. Eine wirkliche Vergleichbarkeit der Angebotsbewertung ist auf dieser Grundlage für den Gast also nur eingeschränkt möglich (gewesen).
Ein Grund dafür sind auch die unterschiedlichen Wünsche und Erwartungen der Gäste. So legen Südeuropäer meist weniger Wert auf die Länge und Breite der Betten als Nordeuropäer. Im dichtbesiedelten Tokio können die Zimmer, aber auch die Badezimmer eines Fünf-Sterne-Hotels kleiner sein als bei einem US-amerikanischen Überland-Motel der unteren Kategorie. Franzosen erwarten ein Restaurant im Hotel, nicht aber eine Eismaschine auf der Etage, was wiederum in den USA zur gehobenen Hotelkultur gehört. Weder die Größe und Beschaffenheit eines Bettes, geschweige denn die Größe der Zimmer, noch die Ausstattung des Badezimmers und dergleichen sind über die Kulturräume hinweg einheitlich definiert.
Am 14. Dezember 2009 gründeten Hotelverbände aus Deutschland, den Niederlanden, Österreich, Schweden, der Schweiz, Tschechien und Ungarn die „Hotelstars Union“. Unter der Schirmherrschaft von HOTREC, dem europäischen Dachverband des Gaststättenwesens, haben die Mitglieder ab Januar 2010 ein gemeinsames Klassifikationssystem in ihren Ländern eingeführt.
Ein Jahr nach der Gründung der Hotelstars Union kamen vier neue Mitglieder dazu: Ab dem 1. Januar 2011 sind die Hotelverbände der drei baltischen Länder Estland, Lettland und Litauen ordentliche Mitglieder der Hotelstars Union geworden; Luxemburg folgte noch im selben Jahr. 2012 trat Malta bei, 2013 Griechenland, Belgien und Dänemark sowie 2015 Liechtenstein und 2017 Slowenien. Damit hat die Union 17 Mitgliedsstaaten.
Das Fundament der Einigung bilden die 21 Prinzipien von HOTREC zur Weiterentwicklung von Hotelklassifizierungssystemen, die alle Mitglieder der „Hotelstars Union“ für bindend erklärten. Mit den 21 Prinzipien einigten sich die Länder auf grundlegende Standards für die Hotelklassifizierung: fünf Kategorien, Vergabe der Sterne nur nach Kontrolle des Betriebes, Einhaltung der rechtlichen Bestimmungen, Sauberkeit und ein guter Allgemeinzustand, regelmäßige Überprüfung der Kriterien, Anpassung an die Marktbedürfnisse, einfach zugängliche Informationen usw.

#### Sternkategorien nach Hotelstars Union
Die Hotelkategorien erfüllen folgende grundlegende Profile:
| Sterneklasse                                                     | Sterneklasse       | Sterneklasse | Beurteilungskriterien |
| ---------------------------------------------------------------- | ------------------ | ------------ | --- |
| {\displaystyle \bigstar }                                        | Einstern           | Tourist      | Einfache Ausstattung, d. h., die Einrichtungen, die für die übliche Aufenthaltsdauer im Betrieb notwendig sind, werden insbesondere sauber und in tadellosem Erhaltungszustand angeboten. Sehr preisbewusste Gästeschicht, die vor allem die Nächtigungsleistung sucht. |
|                                                                  | Einstern-Superior  | Tourist      | Ein Mehr an Hardware und/oder Dienstleistung bei Nichterfüllung der Mindestkriterien für die nächsthöhere Kategorie. Kein Inkognito-Test (Mystery-Guesting) erforderlich. |
| {\displaystyle \bigstar \bigstar }                               | Zweistern          | Standard     | Zweckmäßige Ausstattung mit Komfort, preisbewusste Gästeschicht, die neben der reinen Nächtigung auch ein eingeschränktes Angebot (TV, Getränke etc.) sucht. - Abgrenzung zu Einstern: Die Zimmer sind komfortabler und sind mit Farbfernsehgeräten und Nasszellen ausgestattet. - Abgrenzung zu Dreistern: Die Qualität der Ausstattung wird an ihrer Funktionalität und Sauberkeit gemessen, die verwendeten Materialien sind weniger bedeutend. |
|                                                                  | Zweistern-Superior | Standard     | Ein Mehr an Hardware und/oder Dienstleistung bei Nichterfüllung der Mindestkriterien für die nächsthöhere Kategorie. |
|                                                                  | Dreistern          | Komfort      | Gehobene und einheitliche Ausstattung mit wohnlichem Charakter. Gästeschicht mit Ansprüchen über die reine Nächtigungsleistung und bescheidenen Komfort hinaus (Bad/Dusche, Speisen, Getränke etc.), gehobenes Dienstleistungsangebot (Empfang/Rezeption, Getränke, Imbiss etc.). - Abgrenzung zu Zweistern: gediegene Materialien, größeres Raumangebot, Aufenthaltsmöglichkeit (z. B.: Sitzecke, Schreibtisch) im Zimmer und im allgemeinen Aufenthaltsraum. - Abgrenzung zu Vierstern: kleinere Flächen, bei gutem Erhaltungszustand auch ältere Ausstattung möglich. |
|                                                                  | Dreistern-Superior | Komfort      | Superior steht – auf Basis einer sehr guten, gehobenen und zeitgemäßen Hardware im gesamten Betriebsbereich – für ein deutliches Mehr an Serviceangebot und Dienstleistung, qualitätsgeprüft durch einen Inkognito-Test (Mystery-Guest-Check) im Rahmen der Klassifizierung. |
|                                                                  | Vierstern          | First class  | Erstklassige Ausstattung, d. h. großzügige Raumflächen mit qualitativ hochwertiger, zeitgemäßer Ausstattung, guter Schallschutz. Vor allem in der Ferienhotellerie oft umfangreiches betriebliches Angebot (z. B.: Wellness, Sport, Gastronomie, Seminareinrichtungen), hohes Dienstleistungsniveau. Abgrenzung zu Dreistern: großzügigeres Raumangebot, sehr hohe Qualität der Einrichtung, durch hohen Erhaltungsaufwand sehr guter Zustand. Die Gäste erwarten hohe Dienstleistungsqualität und -intensität. |
| {\displaystyle \bigstar \bigstar \bigstar \bigstar \mathbf {S} } | Vierstern-Superior | First class  | Superior steht – auf Basis einer erstklassigen, qualitativ hochwertigen, makellosen und zeitgemäßen einheitlichen 4*-Hardware im gesamten Hotelbereich – für ein deutliches Mehr an Serviceangebot und Dienstleistung, qualitätsgeprüft durch einen Inkognito-Test (Mystery-Guest-Check) im Rahmen der Klassifizierung. |
| {\displaystyle \bigstar \bigstar \bigstar \bigstar \bigstar }    | Fünfstern          | De Luxe      | Exklusive, luxuriöse Ausstattung, d. h. edle, hochwertige und elegante Materialien mit durchgängiger Gestaltung. Architektur, Ausstattung, Ambiente, Dienstleistungsangebot wie auch Gästeschicht der internationalen Luxushotellerie. Abgrenzung zu Vierstern: Luxuriöser, unverwechselbarer Betriebscharakter, makelloser Zustand der gesamten Hardware. Im Zimmerbereich räumliche Großzügigkeit, etwa durch baulich getrennten Schlaf- und Wohnbereich (Suiten). Die Gäste erwarten internationale Luxushotellerie ohne Kompromisse. Perfekte Dienstleistungsqualität mit sehr hohem Mitarbeitereinsatz, qualitätsgeprüft durch einen Inkognito-Test (Mystery-Guest-Check) im Rahmen der Klassifizierung. |
|                                                                  | Fünfstern-Superior | De Luxe      | Superior steht hier – auf Basis einer luxuriösen, qualitativ hochwertigen, edlen, makellosen und zeitgemäßen durchgängigen Hardware – für ein deutliches Mehr an Serviceangebot und Dienstleistung, qualitätsgeprüft durch einen Inkognito-Test (Mystery-Guest-Check) im Rahmen der Klassifizierung. |

### Deutschland
Eine Hotelklassifikation in Deutschland wird seit dem Jahr 1996 von dem Deutschen Hotel- und Gaststättenverband (DEHOGA) durchgeführt. Die Klassifizierung ist kostenpflichtig, erfolgt auf freiwilliger Basis und bleibt drei Jahre gültig. Es gibt 270 verschiedene objektive Kriterien, wie Essensangebote, die Hotelrezeption etc., anhand die Hotelsterne zugeteilt werden. Die Skala reicht von 1-Stern bis 5-Sterne. Ein Stern steht für die niedrigste Kategorie (Tourist), fünf Sterne für die höchste (Luxus). Innerhalb jeder Kategorie kann zudem das Zusatzprädikat Superior erworben werden, wenn die Qualität der Serviceleistung weit über dem Geforderten dieser Kategorie, aber noch unter den Anforderungen der nächsthöheren Kategorie liegt. Eine weitere Sonderform stellt das Hotel garni dar. Dabei handelt es sich um einen Hotelbetrieb, der Beherbergung, Frühstück, Getränke und höchstens kleine Speisen anbietet.
Seit dem 1. Januar 2010  gilt für DEHOGA Hotels das einheitliche Hotelklassifizierungssystem Hotelstars Union für Deutschland. Ende 2012 wurden auch die Schilder auf eine einheitliche europäische Norm umgestellt.

### Frankreich
Die Hotelklassifikation in Frankreich oblag bis 2009 einer Fremdenverkehrskommission des Départements, die dem Staatssekretariat für Fremdenverkehr unterstellt war. Sie erfolgte auf freiwilliger Basis, jährlich durchgeführt. Die Skala reichte von 0-Stern (erfasst, aber nicht klassifiziert) bis zu 4-Stern mit der Zusatzkategorie 4 Stern „L“ (für Luxus), was der 5-Stern-Kategorie anderer Systeme entsprach. Besonders luxuriöse Hotels mit aufwändigem hochqualifiziertem Service wurden und werden auch weiterhin inoffiziell als „Palaces“ (Hotelpaläste) bezeichnet.
Ab 2009 wurde dieses System durch eine Einteilung von 1–5 Sternen ersetzt (Atout France).
Dieses System geriet in den letzten Jahren aber stark unter Kritik, da die Einstufung – anhand von 250 Kriterien – von bis zu 50 akkreditierten Prüffirmen durchgeführt wird, und vom Hotel bezahlt werden muss. Befürchtet werden uneinheitliche Bemessung, Gefälligkeitsgutachten und Dumping. Außerdem müssen staatlicherseits als Betrugsbekämpfungsmaßnahme Geldstrafen (bis 15.000 Euro) vorgesehen werden, die man seitens des Ministeriums vorerst aber noch nicht verhängen will.

### Österreich
Österreich startete in den 1950er Jahren mit einer Kategorisierung nach den Buchstaben A bis F. In den 1970ern wurde dann das 1- bis 6-Sternsystem eingeführt. Seit 1984 gab es die bis 2010 aktuelle Form, nach der sich 76 % der Beherbergungsbetriebe (Stand 2009) kategorisieren haben lassen. Die Einstufung reichte von 1- bis 6-Stern-Betrieben, wobei in der 4-Stern-Kategorie der Zwischenlevel Superior eingeführt wurde.
Seit dem 1. Januar 2010 gilt das einheitliche Hotelklassifizierungssystem Hotelstars Union für Österreich.
Die Einstufung in eine Sterneklasse erfolgt auf Antrag des Betriebes durch eine unabhängige Kommission. Regelmäßige Überprüfungen und ein System der jährlichen Selbstkontrolle sichern die Qualität. Mitgliedsbetriebe können diese Serviceleistung der Fachgruppen Hotellerie bzw. des Fachverband Hotellerie der Wirtschaftskammer freiwillig in Anspruch nehmen.

### Schweiz
Die umfassendste Hotelklassifikation in der Schweiz nimmt der Dachverband der Schweizer Hotellerie hotelleriesuisse vor. Die Klassifizierung ist freiwillig, aber kostenpflichtig und mit einer Mitgliedschaft verbunden. Die Skala reicht von 0 bis 5 Sterne. In allen Kategorien wird der Zusatz Superior an Hotels vergeben, deren Ausstattung, Einrichtung und Komfort für ihre jeweilige Kategorie überdurchschnittlich sind.
Bis und mit 4 Sterne ist das Fehlen eines Restaurants zulässig.
Seit 2011 gilt das einheitliche Hotelklassifizierungssystem Hotelstars Union für die Schweiz.
Die von 2025 bis 2030 gültige Klassifikation von hotelleriesuisse verwendet insgesamt 239 Kriterien, nach welchen Hotels bewertet werden. Die Erfüllung gewisser Kriterien wird für die jeweilige Anzahl Sterne zwingend vorausgesetzt. Die Kriterien verteilen sich auf die folgenden sieben Bereiche:
- Allgemeines (z. B. mehrsprachige Mitarbeiter, Aufzüge, Parkplätze)
- Reception und Services
- Zimmer und deren Ausstattung (Kriterien Nr. 60 bis 180)
- Gastronomie
- Veranstaltungsbereich (vor allem Bankettmöglichkeiten und Größe der Tagungsräume)
- Freizeit (etwa Sportgeräteverleih, Massagen und Kinderbetreuung)
- Qualitäts- und Onlineaktivitäten (systematischer Umgang mit Rückmeldungen, Webseite mit Buchungsoption, Mystery Guests)

Die Kriterien sind mit Punktzahlen gewichtet. Für die Einteilung als Viersterne-Hotel zum Beispiel muss das Etablissement also die Mindestpunktzahl für Viersterne-Hotels – nämlich 410 – erreichen, und alle 91 zwingenden Kriterien der Viersterne-Hotels erfüllen. Hat das Hotel eine genügende Punktzahl für Viersterne-Hotels erreicht, aber erfüllt die zwingenden Kriterien dieser Klasse nicht, so wird das Hotel als Dreistern-Superior eingeordnet.

## Afrika
In einigen afrikanischen Ländern (u. a. Südafrika, Namibia) gibt es Unterkunftsklassifizierungssysteme nach europäischem Vorbild. 12 Mitgliedsstaaten der Regional Tourism Organization of Southern Africa (RETOSA) planen bis 2015 ein gemeinsames System zu implementieren.

### Namibia
Die Registrierung sowie Klassifizierung von Hotels (und anderen touristischen Unternehmen) wird in Namibia vom Namibia Tourism Board unter Berücksichtigung des National Tourist Accommodation Star Grading Scheme vorgenommen, das in aktueller Fassung seit Februar 2012 angewandt wird. Die Teilnahme an der Klassifizierung ist freiwillig. Die Nutzung von Sternen, die vor 2012 zugestanden wurden, war nur für eine Übergangszeit von 12 Monaten erlaubt.
Ein komplett neues Sternesystem, das „National Tourist Accommodation Star Grading Scheme“, wurde von 2009 bis 2009 zusammen mit der schottischen Hotelklassifizierung erarbeitet. Es berücksichtigt, im Gegensatz zum alten System, vor allem auch nicht messbare Gegebenheiten und Serviceleistungen sowie lokale Gegebenheiten. Die Implementierung ist (Stand 2014) nicht vollständig erfolgt.
- 5 Sterne: herausragende Qualität und Luxus
- 4 Sterne: superiore Qualität und exzellenter Komfort
- 3 Sterne: sehr gute Qualität
- 2 Sterne: gute Qualität
- 1 Stern: durchschnittliche bis gute, akzeptable Qualität

Bis Ende der 1990er Jahre wurden nur Hotels (maximal fünf Sterne), Gästefarmen und Rastlager (maximal drei Sterne) innerhalb des seit 1973 bestehenden Klassifizierungssystems bewertet. Zwischen Ende der 1990er Jahre und Ende der 2000er Jahre fand keine Sterneklassifizierung statt.

### Sierra Leone
Im westafrikanischen Sierra Leone findet durch den National Tourist Board eine offizielle Einteilung von Unterkünften in fünf Klassen statt; dabei ist die Klasse 1 die höchste, Klasse 5 die niedrigste zu erreichende Stufe. Das System basiert auf dem ECOWAS Hotel Classification System mit Anmerkungen der World Tourism Organisation seit dem Jahr 2000.
Die Klassifizierung ist im Rahmen der jährlichen Registrierung einer Unterkunft verpflichtend.

### Südafrika
In Südafrika wird die Klassifizierung von Unterkünften vom Tourism Grading Council of South Africa (TGCSA) vorgenommen. Es handelt sich dabei um ein unabhängiges Organ. Zudem werden Veranstaltungszentren bewertet. Hierfür fällt eine Gebühr an, die von der Größe des Unternehmens abhängt (z. B. Anzahl der Hotelzimmer). Die Teilnahme ist freiwillig. In mehreren Unterkunftsrubriken werden bis zu fünf Sterne vergeben. Das System ist auf höchstem internationalen Niveau und wird strikt gehandhabt.
Im September 2021 hat Südafrika ein angepasstes Hotelsternesystem vorgestellt.

## Internationale Verbände, Marketingverbünde und Marken
International sind zumindest die gehobeneren Klassen heute in etwa vergleichbar.
Historisch verbreiteter als die Angabe von Sternen ist die Mitgliedschaft in der Gruppe The Leading Hotels of the World, mit der Luxushotels eine regelmäßige Überprüfung dokumentieren. Diese Marketingorganisation existiert seit 1928 und führte 1971 ein umfangreiches Inspektionssystem ein. Für eine Mitgliedschaft sind Qualitäten der 5-Sterne-Kategorie Voraussetzung. Der Ableger The Leading Small Hotels of the World versammelt kleinere Häuser der gehobenen 4- bis 5-Sterne-Kategorie.
Die Five Star Alliance ist ein internationales Hotelverzeichnis, das weltweit vergleichbar klassiert. Great Hotels of the World versammelt 4- bis 5-Sterne-Häuser. Die Global Hotel Alliance ist ein Verband von Luxushotels größerer Hotelketten.
Inzwischen weisen auch einzelne Hotelketten ihr Luxussegment in eigenen Marken aus, etwa die Luxury Collection der Starwood-Gruppe, Four Points by Sheraton, oder renommierte Marken einer Kette werden prinzipiell als gehobene Klasse positioniert (Westin, Rocco Forte, Taj, u. a. m.).

## Sieben Sterne
Es gibt eine Reihe von Hotels, die mit mehr als fünf Sternen beworben werden. Das erste Hotel mit behaupteten sieben Sternen war das Burj-al-Arab-Hotel in Dubai, eröffnet 1999, bei dem für jedes Zimmer ein Diener zur Verfügung steht. Das Hotel selbst wirbt jedoch nicht damit und gibt an, dass die sieben Sterne eine Erfindung eines Journalisten seien. Gleiches gilt für das Emirates Palace Hotel in Abu Dhabi, eröffnet 2005, das selbst nur fünf Sterne führt.
Das Town House Galleria in Mailand wurde 2007 eröffnet und hat sich dabei von SGS Italy ein Zertifikat zu sieben Sternen ausstellen lassen. Allerdings kennt die SGS in ihrer allgemeinen Hotelkategorisierung nur fünf Sterne; die Referenz verbleibt auf einem nicht gezeigten Zertifikat von 2008.